# Басанка (приток Ромена)
Басанка или Басакова (укр. Басанка) — правый приток Ромена, расположенный на территории Бахмачского района (Черниговская область, Украина).

## География

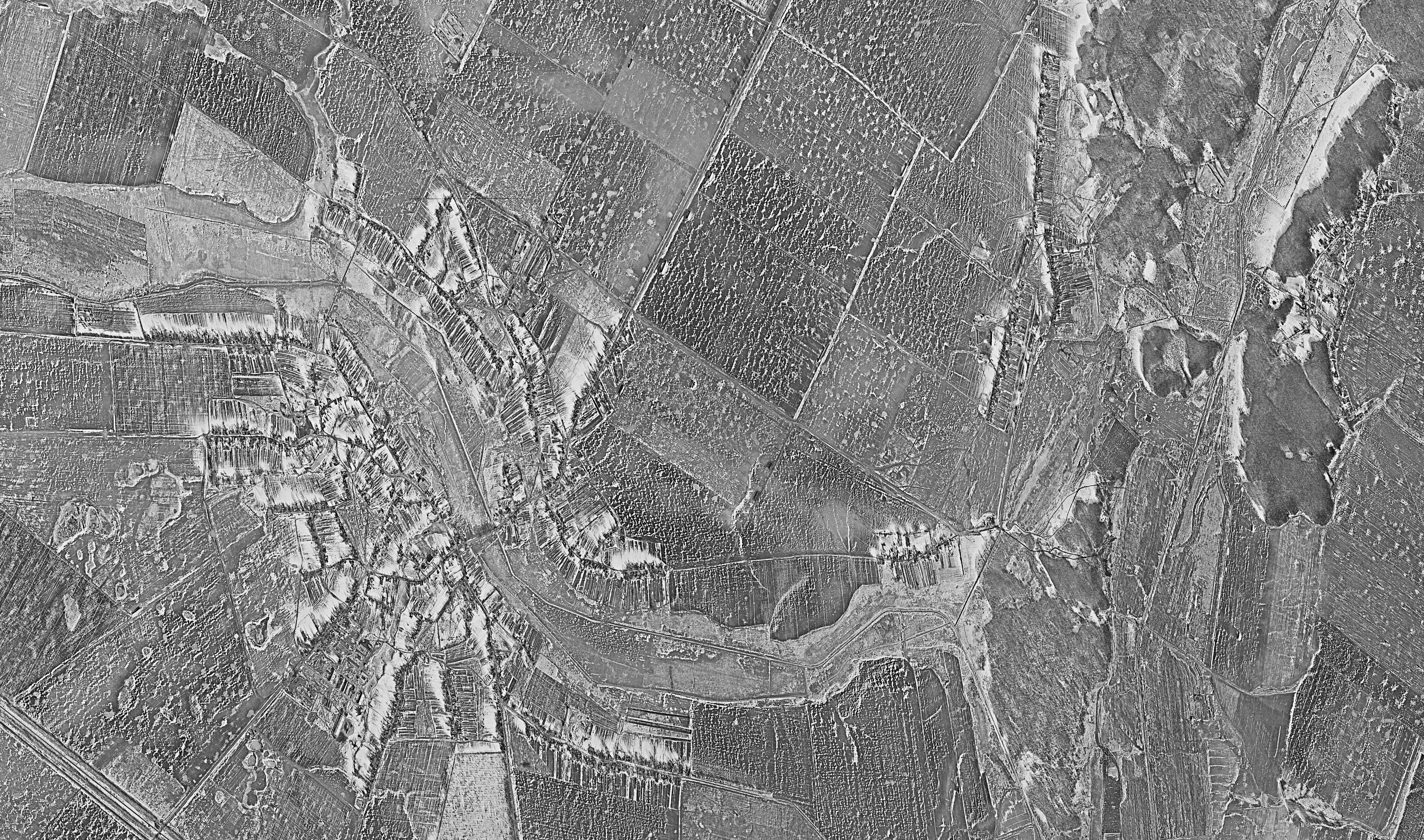
Низовья Басанки. Спутниковый снимок 1984 года

Длина — 23 км. Площадь водосборного бассейна — 238 км². Русло реки (отметки уреза воды) в среднем течении (севернее села Шевченко) находится на высоте 136,2 м над уровнем моря. У истоков русло маловодное и пересыхает; большая часть русла выпрямлена в канал (канализировано), где является магистральным каналом осушительной системы. Канализированное русло реки шириной 6 м и глубиной 1,5 м, в нижнем течении — шириной 10 м и глубиной 3 м. У истоков впадает система каналов. Долина заболоченная, занята прибрежно-водной растительностью, очагами занята кустарниками.
Берёт начало в селе Зеленовка. Река течёт на юго-восток. Впадает в Ромен (на 60-м км от её устья) юго-восточнее села Нечаев.
Населённые пункты на реке (от истока к устью):
1. Зеленовка
2. Зарукавное
3. Беловежи 1-е
4. посёлок Весёлое
5. Григоровка
6. Гайворон
7. Нечаев